# Ненюков Дмитро Всеволодович
Ненюков Дмитро Всеволодович (18.01.1869—03.06.1929) — діяч російського флоту, Білого руху в роки громадянської війни в Україні 1917—1921, віце-адмірал (1916). Закінчив Морський корпус (1899), Артилерійський офіцерський клас (1900), воєнно-морське відділення Миколаївської академії Генштабу (1908). Під час російсько-японської війни 1904—1905 брав участь в обороні Порт-Артура. Учасник Першої світової війни: служив на Балтійському, від 1915 — на Чорноморському флоті. Наприкінці 1918 під час інтервенції військ Антанти в Україні — начальник управління воєнно-морської бази в Одесі, з середині 1919 до лютого 1920 — командувач, згодом — у штабі Чорноморського флоту. В листопаді 1920 емігрував до Туреччини, пізніше жив у Королівстві сербів, хорватів і словенців (від 1929 — Югославія).
Помер у м. Земуні (нині частина Белграда в Сербії).